# Lamprotatus paurostigma
Lamprotatus paurostigma är en stekelart som beskrevs av Huang 1991. Lamprotatus paurostigma ingår i släktet Lamprotatus och familjen puppglanssteklar. Inga underarter finns listade i Catalogue of Life.